# 阿濟斯和卓
阿濟斯和卓（？—？），一譯厄集斯和卓，一名阿斯呼濟、阿喇斯，中國回部吐魯番（今新疆吐魯番地區）人，為18世紀前期烏什、阿克蘇一帶的統治者（阿奇木伯克）。阿濟斯和卓名字中的“和卓”（即火者）是人名的一部分，並不是中亞宗教領袖瑪哈圖木·阿雜木後裔之稱號“和卓”。
阿濟斯和卓始祖為莽蘇爾，父為阿贊，其族屬、事跡均無記載。阿濟斯和卓原居於吐魯番，為當地一小頭目。阿濟斯和卓依附於厄魯特蒙古準噶爾部，受到策妄阿拉布坦的信任。康熙五十九年（1720年），清兵第一次進入吐魯番。吐魯番各勢力如莽蘇爾（察合台後王）、莽噶里克、額敏和卓等紛紛向清軍投誠。阿濟斯和卓則逃往準噶爾控制的地區。雍正三年（1725年），朝廷與準噶爾部議和，清軍主力從吐魯番撤回，策妄阿拉布坦派阿濟斯和卓領兵返回吐魯番，將歸降清朝的額敏和卓之兄二人殺害，並裹挾數千戶吐魯番居民遷往喀喇沙爾（今焉耆縣）。途中有一千餘戶逃出，返回吐魯番的魯克察克居住，並以托克托瑪木特為首領抗拒準噶爾兵。阿濟斯和卓最後將吐魯番部衆遷至烏什定居，在準噶爾的扶植下，成為烏什、阿克蘇一帶的統治者。
阿濟斯和卓來到烏什後，仿照家鄉之名，將烏什改名為“圖爾璊”（吐魯番之譯音），又將烏什所屬的城、村也改為吐魯番一帶的地名（如魯克察克、喀喇和卓、森尼木、托克三、洋赫、布干、連木齊木、雅木什）。烏什因此也被稱作“烏什吐魯番”。約在噶爾丹策零統治時期，阿濟斯和卓去世，葬在阿克蘇。其長子阿卜都瓜卜為阿克蘇阿奇木伯克，三子霍集斯為烏什阿奇木伯克。
家族世系
- 高祖：莽蘇爾
- 曾祖：尼贊
- 祖父：和錫塔伊布
- 父：阿贊
- 弟：木爾蘇布、哈色木
- 子：
  - 長子：阿卜都瓜卜，阿克蘇阿奇木伯克
  - 次子：阿布都喇滿（阿布都里木）
  - 三子：霍集斯，烏什阿奇木伯克、總管和闐六城阿奇木伯克，封郡王品級多羅貝勒
  - 四子：玉木爾
  - 五子：哈色木子色里木
  - 六子：額敏
  - 七子：和錫特伊布

## 引用文獻
1. ↑  見《回疆通志》
2. ↑  其祖墳在阿克蘇，一說疑為阿克蘇人。
3. ↑  《回疆通志》卷四額敏和卓列傳
4. ↑  《欽定皇輿西域圖志》卷四十八雜錄二回部世系